# Каїшдаги (станція метро)
40°59′05″ пн. ш. 29°08′16″ сх. д. / 40.984683599436° пн. ш. 29.137709914596° сх. д.
Каїшдаги (тур. Kayışdağı) — проміжна метростанція на лінії М8 Стамбульського метро.  
Станція розташована у мікрорайоні Каїшдаги, Аташехір, Стамбул, Туреччина.
Станцію було відкрито 6 січня 2023

Конструкція: підземна станція типу горизонтальний ліфт (глибина закладення — 24 м) 
Пересадки
- Автобуси: 14A, 14AK, 14S, 14T, 19EK, 19ES, 19SB, 19T, 19Y, 320A, 320Y;
- Маршрутки: 
  - Бостанджи - Тавукчу-Йолу - Дудуллу,
  - Кадикьой - Кючюкбаккалкьой - Аташехір

| Попередня станція       | Лінія | Лінія                           | Лінія | Наступна станція     |
| ----------------------- | ----- | ------------------------------- | ----- | -------------------- |
| Ічеренкьой до Бостанджи |       | M8 (Стамбульський метрополітен) |       | Мевлана до Парселлер |